# Гавайская рубашка

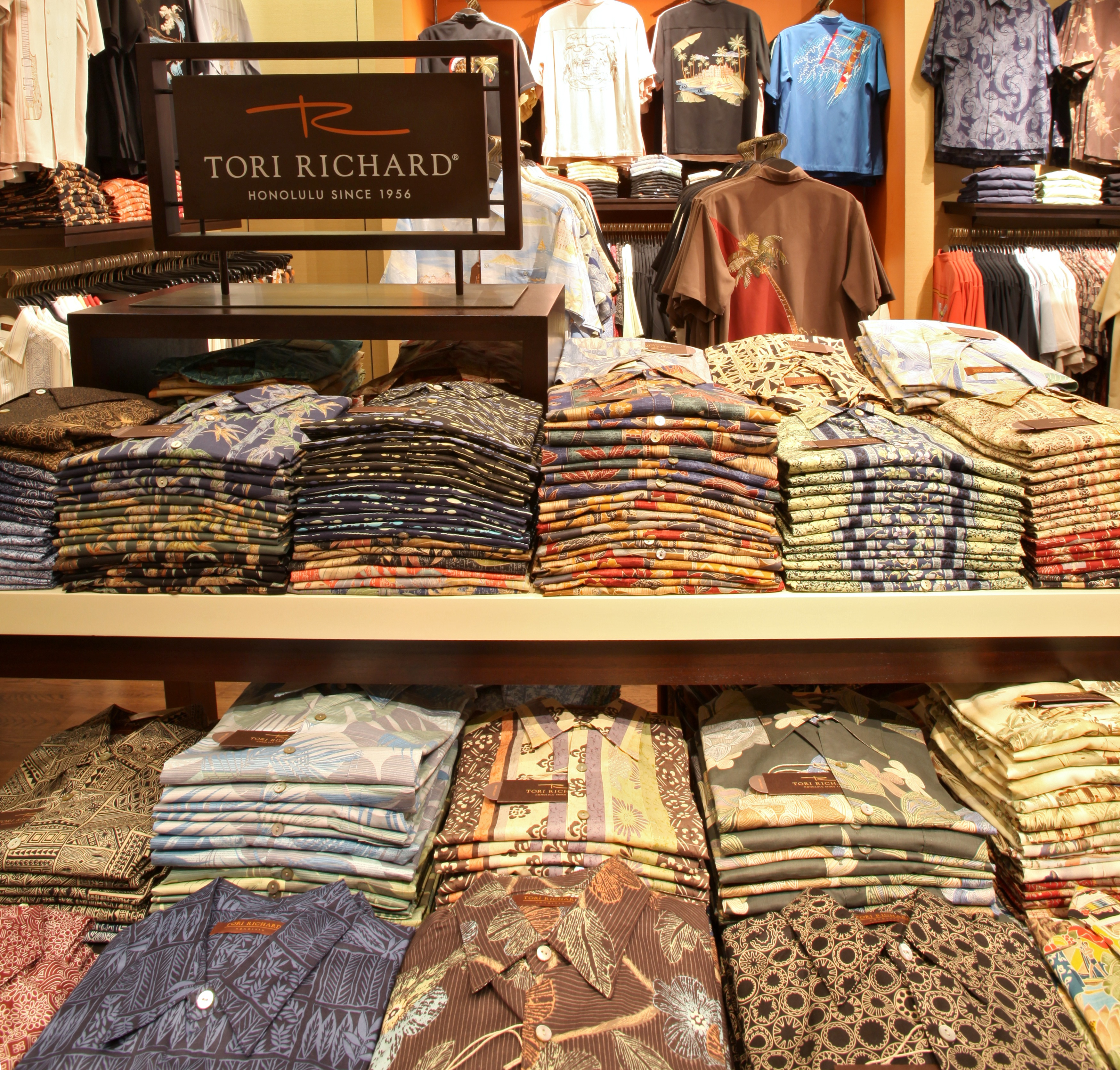
Гавайские рубашки Tori Richard в магазине

Гавайская рубашка — стиль рубашек, появившийся на Гавайях. В настоящее время составляют основу экспорта гавайской текстильной промышленности. Эти рубашки разрисованы, обычно с воротником и короткими рукавами. Обычно застёгиваются на пуговицы, иногда на всю длину рубахи донизу, иногда только по груди, в таком случае рубашка надевается через голову. Стандартно имеют нашитый карман на груди слева, часто сделанный таким образом, чтобы не нарушать единого рисунка. Являются как мужской, так и женской одеждой, женские варианты обычно имеют V-образный уходящий вниз ворот. Нижняя кромка рубашек прямая, так как они не предназначены для заправления в брюки, шорты или под юбку. Рисунки обычно имеют растительные или полинезийские мотивы. Используются как неформальная ежедневная одежда.

## Общие сведения
Традиционные мужские гавайские рубашки, производимые для жителей Гавайских островов, обычно украшены гавайскими рисунками, пришедшими с местных стёганых одеял, тапы, а также простыми растительными орнаментами неярких оттенков. Современные гавайские рубашки могут иметь рисунки, не сводящиеся к этому традиционному набору, например, там могут присутствовать автомобили, напитки, эмблемы спортивных клубов и другие элементы, размещаемые по образцу традиционных рубашек.

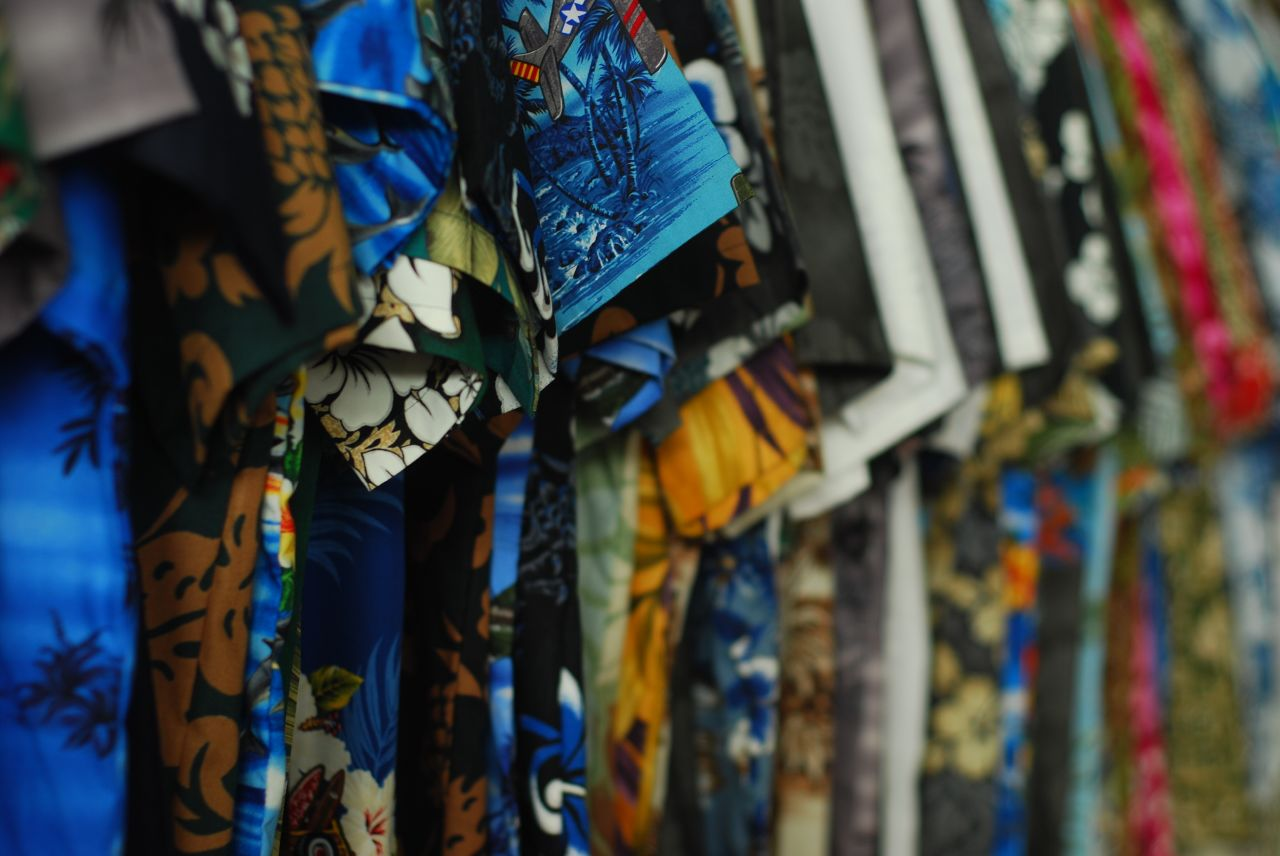
Гавайские рубашки в Папеэте, Французская Полинезия

Традиционные гавайские рубашки считаются на Гавайях формальной одеждой, заменяющей костюм с галстуком (который не очень подходит для местного жаркого климата) во всех случаях, кроме особо торжественных. Недавно приехавшие на острова (малахини) и туристы обычно предпочитают более яркие рисунки, в то время как обжившиеся (кама-айна) типично предпочитают менее бросающиеся в глаза рисунки. Такие рубашки часто имеют рисунок, нанесённый изнутри, в результате чего снаружи он выгладит менее ярким, и часто называются «reverse print». Для незнакомых с этим вариантом такие рисунки могут казаться производственным браком.
На островах распространён обычай «Aloha Attire»: полуформальные собрания типа свадеб, вечеринок по случаю дней рождения и ужинов часто обозначаются как «Aloha Attire», что обозначает определённую форму одежды: гавайские рубашки для мужчин и муу-муу или другие тропические варианты для женщин (по-английски гавайские рубашки чаще называются aloha shirt). Так как Гавайи имеют тенденцию быть менее формальными, чем материковая часть США, на такие мероприятия обычно не ходят в формальной одежде, а «Aloha Attire» считается золотой серединой между повседневной и формальной формой одежды (так называемый business casual). «Aloha Friday», редкая традиция отмечать последний день рабочей недели, надевая менее формальную одежду, изначально выросла из попытки популяризации гавайских рубашек. Хотя нередко можно увидеть женщин, следующих этой традиции, чаще она соблюдается мужчинами.

## История

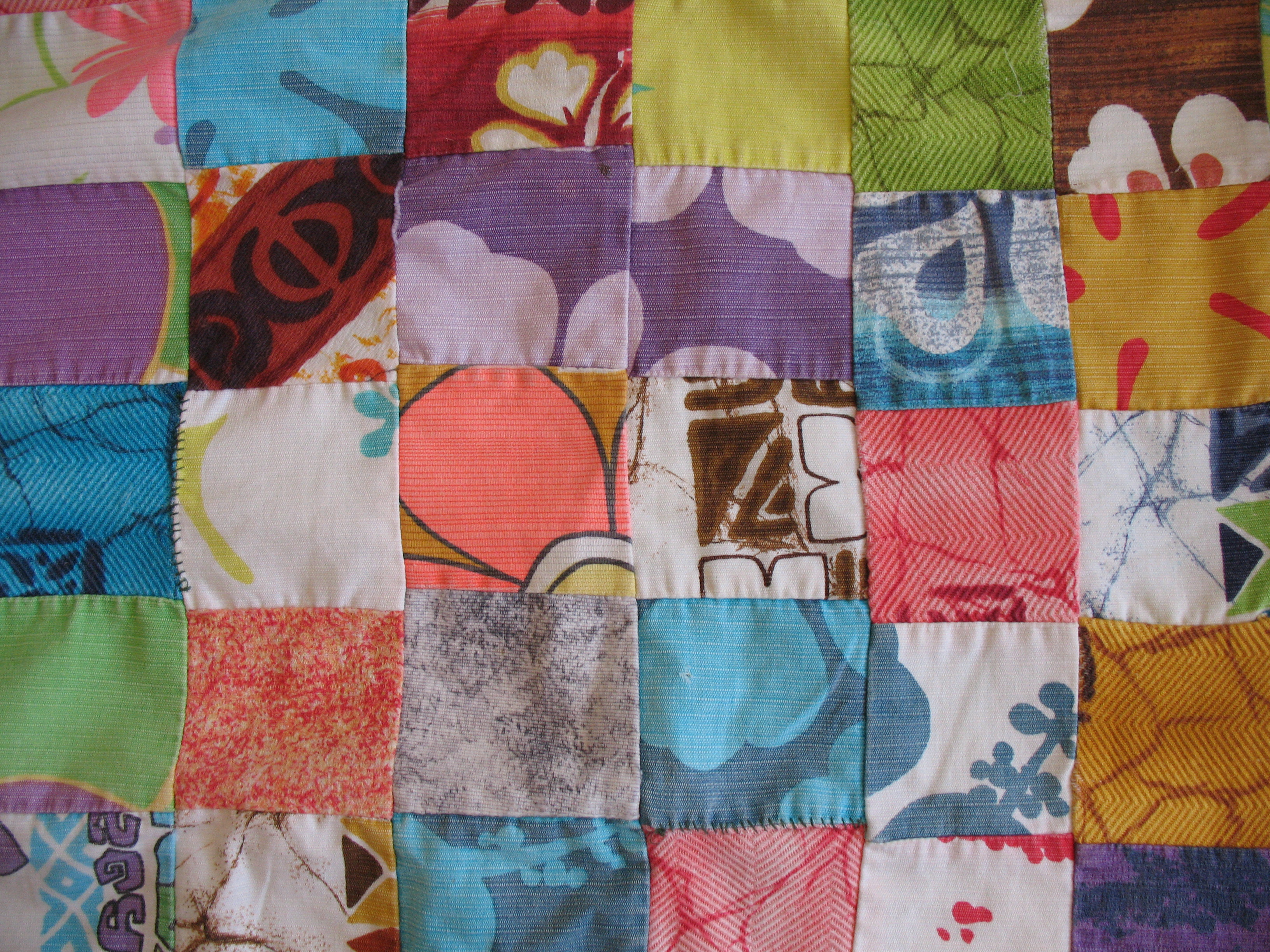
Стёганое одеяло, сделанное из винтажной ткани гавайских рубашек, около 1960.

Согласно рекламе в Honolulu Advertiser от 28 июня 1935 года, гавайские рубашки изначально начали продаваться в магазине «Мусаси-я» в Гонолулу, основанном японским эмигрантом Тётаро Миямото (яп. 宮本長太郎) в 1904 году. После смерти основателя в 1915 году магазин сменил название на «Мусасия-гофукутэн» (английское название «Musashiya shoten», японское исходное яп. 武蔵屋呉服店) и управлялся его сыном Коитиро Миямото.
После Второй мировой войны многие военнослужащие возвращались в США с тихоокеанского театра военных действий, увозя с собой гавайские рубашки, широко распространившиеся на Гавайях в 1930-е годы. Туристический поток на острова возрос в 1950-е годы с увеличением скорости самолётов, и Гавайи стали штатом США в 1959 году. Альфред Шахин, производитель текстиля, революционизировал производство готовой одежды на послевоенных Гавайях, создав единый комплекс по производству гавайских рубашек и подобной им одежды, не требующей подгонки. Рубашки с тропическими рисунками для мужчин и открытые женские платья без рукавов (англ. sundress) стали стандартным (и временами безвкусным) сувениром для туристов, но Шахин поднял их производство до уровня искусства высокой моды с артистичными рисунками, высококачественными материалами и аккуратным шитьём. Тори Ричард был знаменитым дизайнером таких рубашек, открывшим своё дело в Гонолулу в 1956 году. Популярности этих рубашек поспособствовал и Элвис Пресли, который любил гавайские рубашки и на обложке саундтрека к фильму Blue Hawaii (1961) был представлен в красной гавайской рубашке авторства Шахина.

### Фестивали Алоха
В 1946 году Торговая палата Гонолулу (англ. Honolulu Chamber of Commerce) профинансировала исследование гавайских рубашек в числе дизайнов удобной деловой одежды для жаркого гавайского лета. Администрация округа Гонолулу приняла резолюцию, разрешавшую её работникам надевать спортивные рубашки с июня по октябрь. Работники городской администрации не имели права носить гавайские рубашки на работе вплоть до первого фестиваля Неделя Алоха в 1947 году. Фестиваль преследовал как культурные, так и экономические цели: изначально проводившийся в Парке Ала Моана в октябре, фестиваль оживил интерес к древним традициям гавайских танцев, музыки, спорта и обычаев. Был проведён бал холоку, цветочный парад и фестиваль гавайского нового года макахики, который посетили более 8000 человек. С экономической точки зрения фестиваль, во-первых, привлекает туристов в традиционно мёртвый сезон октября, а во-вторых, выгоден для модной индустрии Гавайев, которая поставляет муу-муу и гавайские рубашки, используемые во время празднеств. К 1974 году Неделя Алоха расширилась до шести островов и удлинилась до месяца, а в 1991 году она была переименована в Фестивали Алоха.
Неделя Алоха имеет прямое влияние на спрос на гавайскую одежду и является мотором поддержки её местных производителей: даже местные жители нуждались в подобной одежде для фестивалей, а вскоре они оценили её удобство в качестве ежедневной одежды. Гавайская индустрия моды возродилась, когда уже раздавались тревожные голоса о том, что она падёт под натиском популярной одежды с материковой части США.

### Пятница Алоха

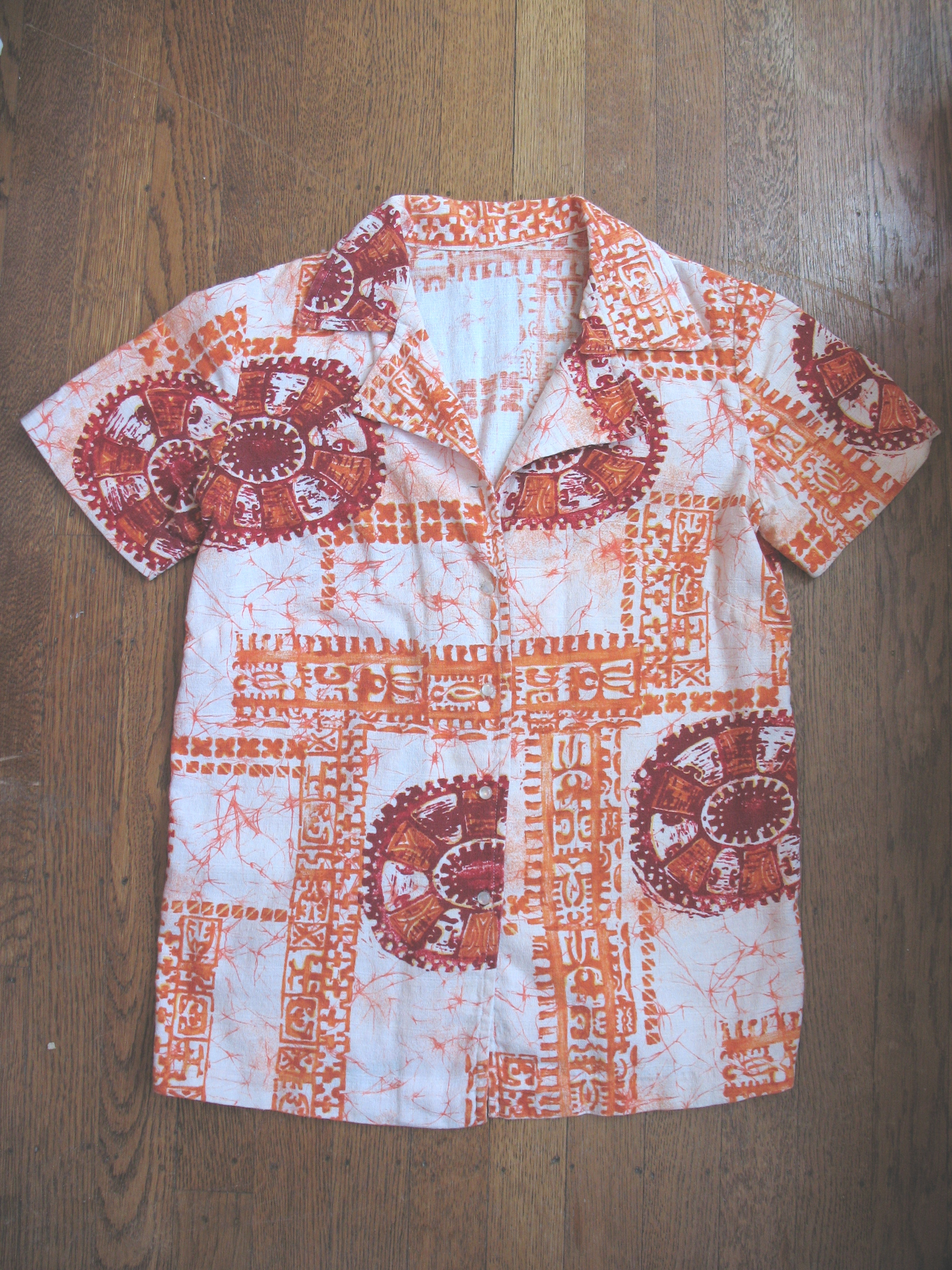
Винтажная гавайская рубашка, примерно 1960.

В 1962 году профессиональная ассоциация производителей одежды, известная как Гильдия моды Гавайев (англ. Hawaiian Fashion Guild), начала рекламировать гавайский стиль одежды как идеальный для работы, особенно в бизнесе. В процессе кампании, названной «Operation Liberation», Гильдия подарила каждому члену нижней и верхней палат гавайского парламента по две гавайские рубашки. Затем в Сенате приняли резолюцию, рекомендовавшую алоха-стиль для ношения летом, начиная с Дня Леи (1 мая). Текст резолюции разрешал «…мужскому населению вернуться к „алоха-стилю“ в летние месяцы для комфорта и поддержки производителей одежды 50-го штата» (англ. "...the male populace return to 'aloha attire' during the summer months for the sake of comfort and in support of the 50th state's garment industry").
В 1965 году Билл Фостер-старший, президент Гильдии моды Гавайев, инициировал кампанию по популяризации Пятницы Алоха (англ. Aloha Friday), последнего дня рабочей недели, когда наниматели позволяли бы мужчинам в течение нескольких месяцев в году надевать гавайские рубашки. Пятницы Алоха официально начались в 1966 году, и молодые люди 60-х с радостью подхватили стиль, заменяя им формальную деловую одежду, принятую ранее. К 1970 году алоха-стиль на Гавайях получил права деловой одежды для всех дней недели.
Гавайская идея Пятницы Алоха медленно распространилась сначала на восток, в Калифорнию, а затем и далее по миру, в 1990-е годы став известной как Casual Friday. Сейчас на Гавайях алоха-стиль используется как деловая одежда постоянно, а Пятница Алоха обычно используется как обозначение последнего дня рабочей недели. Акроним TGIF, расшифровывающийся «Thank God It’s Friday» — «Спасибо, Господи, сегодня пятница», изначально гавайского происхождения, используется в песне Кимо Кахоано и Пола Натто 1982 года «It’s Aloha Friday, No Work 'til Monday», которая каждую пятницу передаётся всеми гавайскими радиостанциями.

## В культуре
Гавайские рубашки временами ассоциируются с гей-сообществом, что нашло своё отражение в эпизоде Homer's Phobia 8-го сезона Симпсонов. Эта связь может проистекать из популярного телесериала «Частный детектив Магнум», главный герой которого, Томас Магнум, воплощённый на экране Томом Селлеком, регулярно появлялся в гавайской рубашке (действие происходит на гавайском острове Оаху). Слухи, что Селлек — гей, которые им упорно отрицались, тем не менее постоянно возникали вновь, что могло вызвать эту ассоциацию.
Также гавайские рубашки были популярны в СССР в 1950—1960-е годы. Также гавайскую рубашку носит главный герой компьютерной игры Far Cry Джек Карвер. 